# Гёзбарах
Гёзбарах (азерб. Gözbarax; цахур. Гудьбарах) — село в Загатальсом районе Азербайджана, расположенное на южных склонах Кавказских гор, в Алазанской долине, в 13 километрах к востоку от города Загатала.

## Объекты
Село имеет площадь 278 га. В селе есть трехэтажная средняя школа, детский сад, медицинские центры, культурные центры, мечети, 2 кладбища, есть футбольное поле. 9 сентября 2012 года в селе был открыт 50-местный детский сад общей площадью 1350 м², в церемонии открытия принял участие президент Азербайджана Ильхам Алиев.

## Население
Основным занятием населения является сельское хозяйство, выращивание табака, лесных орехов, растениеводство, садоводство и животноводство. Мусульмане-сунниты, шафиитского мазхаба. Население говорит на цахурском языке, а также на азербайджанском языке.

## Катастрофы
В мае 2012 года, во время 7-балльного землетрясения, эпицентрами которого стали Гезбарах и Гюллюк, село сильно пострадало, множество общественных сооружений и жилых домов были разрушены, а другие находились в аварийном состоянии и пришли в негодность. Из государственного бюджета Азербайджана были выделены средства на устранение последствий землетрясения.